# Santa Maria de Lavaix
Santa Maria de Lavaix és un antic monestir cistercenc del s X, del municipi del Pont de Suert (Alta Ribagorça). Es troba actualment en ruïnes i la major part de l'any negat pel pantà d'Escales. Està protegit com a bé cultural d'interès local.
Quan les aigües del pantà estan en els seus nivells alts, les restes del monestir tot just sobresurten una mica de la superfícies de l'aigua; quan baixen, s'hi pot accedir fàcilment a peu des de la boca sud del túnel de Lavaix, de la carretera N-260, on hi ha un petit espai per a deixar-hi els vehicles.

## Història

### ElCartolari de Lavaix
La documentació que pot donar llum a la història del monestir de Lavaix està molt fragmentada, i en part desapareguda. L'arxiu del monestir sofrí diverses espoliacions, la primera de les quals, i molt important, tingué lloc durant la Guerra de Successió, però els atzars històrics esdevinguts els tres segles posteriors continuaren amb la destrucció d'aquell important arxiu.
A la biblioteca de la Real Academia de la Historia de Madrid es conserva una còpia fidel del Cartoral de Lavaix, dels segles xii i xiii, feta el 1782, feta pel prior de Santa Maria de Meià, Manuel de Abad y Lasierra. L'arxiu Capitular de Lleida conserva un petit conjunt de documents de Lavaix que es guardaven a l'església parroquial del Pont de Suert.

### Els ordes monàstics i els bisbats de Lavaix
Santa Maria de Lavaix és el monestir català que ha passat per més mans jeràrquiques diferents. En els seus inicis, conegut amb el nom de Vilanova, pertanyia al bisbat d'Urgell, al segle x passà a l'efímer bisbat de Pallars, després al de Roda, després al de Barbastre, també efímer, i acabà pertanyent al de Lleida, al qual de fet encara pertany avui dia el seu territori.
Quan als ordes monàstics, fou independent, benedictí, canonical i cistercenc, ja fins a la seva dissolució, en el moment de les desamortitzacions del segle xix.

### Inicis
L'any 848 fou fundat el monestir de Sant Julià de Sentís per l'abat Trasoad, que fou traslladat aviat in insula qui vocant Lavagiu, al lloc que s'anomenà Vilanova en un primer moment. Si fa no fa, era l'actual emplaçament de Lavaix, possiblement unes balmes que hi havia a prop del lloc actual del monestir, que avui dia no es poden veure perquè són anegades sota les aigües del pantà. El mateix any, l'abat Trasoad obtenia del comte i marquès Frèdol de Tolosa de Llenguadoc la immunitat en els conflictes que hi hagués a causa de les lluites comtals en què intervingués el tolosà.
El 939 és esmentat sota la jurisdicció del bisbe Ató de Ribagorça. Hi consta una comunitat d'una dotzena de membres, sota l'abadiat d'Adroer, lligat al bisbat de Ribagorça. En aquest moment 947 consta l'observança de la regla de Sant Benet, per part dels de Lavaix. També obtenia una nova carta d'immunitat, ara del comte de Ribagorça Ramon II.
El monestir tenia diverses advocacions: Santa Maria, Sant Pere, Sant Joan, Sant Llorenç..., que corresponien als diferents altars, servits cadascun per un monjo sacerdot. És una època en què la situació fronterera del monestir li dona molta importància estratègica, i tant el comte de Pallars com el ribagorçà procuraven estar-hi bé, i rebé diverses donacions que enfortiren la seva posició: Massivert, la casa de sant Joan a l'Espluga del castell de Viu, entre d'altres. Aquesta etapa suposa la consolidació del monestir.

### El monestir benedictí
Entre 947 i 1092 fou monestir benedictí. Suposà una primera etapa d'expansió, amb ampliació de l'església i de les dependències monacals: el 1015 el bisbe Eimeric de Ribagorça consagrava dos nous altars, mentre es rebien noves donacions, com Sant Vicenç de Soperuny, acabat de conquerir pel comte Sunifred I, Rins i Serradui, de la banda ribagorçana, Aramunt i Hortoneda, de la pallaresa, molins, estives, alous, cases, cellers, terres, vinyes amb trull... Això obrí pas a nombroses dotacions personals per a Lavaix, de manera que la vall d'Adons passà aviat a estar sota el seu control.

### La canònica de Lavaix
Acaba aquesta etapa l'any 1092, moment en què Ramon Ramon, canonge de Roda i d'Urgell, imposà la regla canonical per tal d'exercir un control més gran sobre el monestir. De seguida el papa Pasqual II adscriu Lavaix al bisbat de Roda, ja en aquell moment depenent de Lleida, i el 1112 absorbeix el monestir de Sant Genís de Bellera. Tot seguit, el 1140 es fa efectiva la protecció dels Erill, els quals inicien la construcció de la gran església, amb claustre annex, les ruïnes de la qual són les que subsisteixen avui dia.
Es tractava d'una església de planta de creu llatina d'una sola nau amb el capçal de tres absis. El claustre tenia 16 capitells, amb el panteó familiar dels barons d'Erill i al voltant d'aquest pati la distribució de la resta dels habitacles per a la comunitat de monjos.

### Lavaix, monestir cistercenc
El 1223 el bisbe de Lleida Berenguer d'Erill, pertanyent a la família que havia agafat el monestir sota la seva protecció, restaurà l'orde monàstic a Lavaix, adscrivint el monestir a l'orde del Cister, sota el guiatge del monestir occità de Bonafont. La crescuda del monestir fou important, i el 1230 un grup de monjos de Lavaix anava a fundar un monestir filial al Baix Cinca, a Santa Maria de Fontclara.
A causa de la seva prosperitat, se li van fer diverses reformes i ampliacions, el més important va ser la construcció d'un palau abacial, ran del monestir, i d'un de senyorial, construït pels Erill com a residència de la família, que segurament era dalt del turó que domina el monestir pel costat nord, on hi ha les restes del Castell de Lavaix, que era aquest palau.
Les donacions i, per tant, l'increment del patrimoni i del poder de Lavaix, continuaven: el 1408 reben l'església parroquial d'Areny de Noguera, amb tot el seu patrimoni.

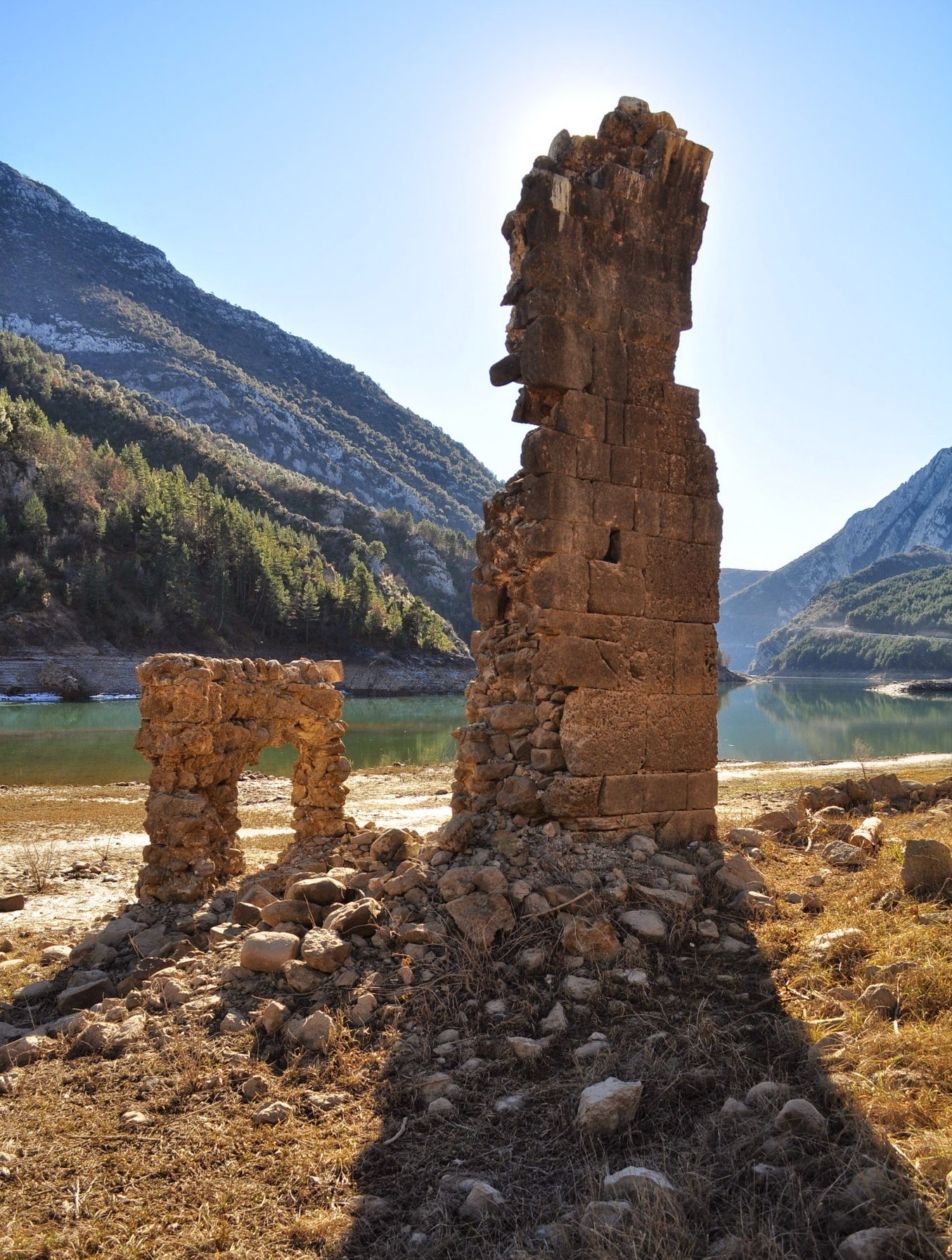
Les restes de Santa Maria de Lavaix quan hi ha poca aigua al pantà (2015)

L'Edat Moderna és una època d'estabilització i d'inicis de decadència del monestir. És una època en què començà a rebre les conseqüències de les guerres i altres agitacions socials, enmig de les quals només es viu una certa revifalla coincidint amb el barroc, moment en què es restaura el monestir, especialment l'església, sota el gust de l'època.
Va mantenir el seu gran poder fins a la desamortització de 1821; encara va continuar la vida monacal uns quants anys més, però al final va quedar abandonat i en pèssim estat a causa de les guerres carlines i als espolis que va sofrir. El 1821 eren subhastats els seus béns, el 1833 els revolucionaris en cremaven la biblioteca, el 1835 es feia efectiva la definitiva exclaustració, el 1855 abandonaven el llocs els darrers monjos que hi quedaven, i el 1874 quedaven suprimits tots els privilegis nominals que quedaven. Santa Maria de Lavaix passà a ser un santuari de la parròquia del Pont de Suert. Finalment, el 1950 les aigües del Pantà d'Escales en cobrien estacionalment les restes. El que quedava del monestir i de l'església anà caient gradualment, fins a l'estat en què es troba actualment.

### Possessions de Santa Maria de Lavaix
Alous
- A Adons
- A Alfarràs
- A Aramunt
- A Areny de Noguera
- A Boí
- A Buira
- A Castellars
- A Enviny
- A Erillcastell
- A Erill la Vall
- A Fraga
- A Hortoneda
- A Isdes
- A Malpàs
- A Palau de Noguera
- A Parets Altes
- A Peranera
- A Puimolar
- A Pujalt
- A Rivert
- A Salàs de Pallars
- A Sant Llorenç, prop de Montanyana
- A Sas
- A Sensui
- A Senyiu
- A Sirès
- A Tendrui
- A Toralla
- A Torm
- A Vallsenyiu
- A Viu de Llevata

Castells
- Castell de Gironella
- Castell de Vilba

Cel·les i antics priorats
- Sant Genís de Bellera
- Cel·la de Sant Vicenç del Sas
- Priorat de Sant Miquel de Cellers
- Sant Joan de Viu

Esglésies
- Santa Cecília d'Abella d'Adons
- Sant Vicenç d'Adons
- Sant Martí de Ballmoll
- Santa Maria de Cardet
- Sant Joan Baptista de Castissent
- Santa Maria de la Clua
- Església d'Enrens
- Santa Eulàlia d'Erill la Vall
- Sant Sadurní d'Esperan
- Sant Pere d'Espills
- Sant Iscle i Santa Victòria de Gironella
- Sant Joan Baptista de Guiró
- Sant Esteve d'Igüerri
- Santa Maria d'Irgo
- Lacera
- Sant Llorenç de Montiberri
- Sant Julià de Mur
- Sant Martí de Parets Altes
- Sant Roc de Prullans
- Puimolar
- El Ru
- Sant Vicenç de Saurí
- Santa Bàrbara de Sensui
- Església de Sant Serni, prop de Gotarta

Priorats
- Santa Maria de Fontclara, a Albalat (Baix Cinca)

Salines
- Salines de Gerri de la Sal

Vilars i honors
- Abella d'Adons
- Aguilar
- Aguilar
- Arassant
- Asserant
- La Casa de Paitol, a Saidí
- La Clua
- Enrens
- Erta
- Esperan
- Fontclara, a Albalat
- Gotarta
- Aguiró
- Irgo
- Massivert
- Miravet, a Bonansa
- El Pont de Suert, amb la lleuda de la seva fira
- Raons
- Salines
- Sueix
- Suert
- La Torre de Buira
- Trepadús
- A la Vall d'Aran
- Ventolà

## Abaciologi
Monestir independent
- Trasoad de Vilanova (848)
- Adrover (abat episcopal) (939-950)

Monestir benedictí
- Quint (956-959)
- Miró (961-980)
- Galí de Lacera (1005)
- Dacó (1010-1022)
- Servidéu (1023-1043)
- Marquès (1048-1065)
- Grimau (1090)

Canònica
- Ramon Ramon, canonge de Roda i d'Urgell (1092-1118)
- Martí, canonge d'Urgell (1119-1138)
- Berenguer, canonge i ardiaca d'Urgell (1140-1147)
- Pere d'Eroles, canonge i ardiaca de Roda (1148-1173)
- Bertran, canonge de Roda (1185-1203)

Monestir cistercenc
- Bernat I (1226)
- Guillem (1227-1228)
- Ponç (1230)
- Joan (1236-1238)
- Guerau (1048-†1065)
- N. Sanç (1250-1259)
- Pere (1251)
- Guillem Garcia (1274-†1297)
- Pere de Bigorra (1310)
- Bafet (1312)
- Arnau Guillem de Serramont (1322-†1348)
- Bernat II (1328)
- Bernat Padilla (1334)
- Vidal de Montoliu (1341-†1357)
- Arnau de Mont († 1366)
- Bertran Fort (1369-1403†)
- Guillem de l'Espluga († 1407)
- Ramon Albi (1408-†1422)
- Antoni Espanyol (1427). Canonge de Roda
- Guillem (1436)
- Pere de Cardona (1502-1515). Bisbe d'Urgell
- Joan Duran (1515-1530). Bisbe d'Urgell
- Jaume Font († 1606)
- Bernat Macip († 1634)
- Miquel Monrós († 1640)
- Joan Canut († 1668)
- Joan Fillat († 1679)
- Agustí Casals († 1680)
- Josep Gil (1758)
- Antoni Gilabert (-1861)

## El monestir i el claustre
L'espai que ocupava el monestir és el més desconegut, ara per ara. Les excavacions fetes els darrers anys han anat traient a la llum bastants detalls, però la manca de publicació en obert -en forma de llibres o articles- fan que de moment calgui esperar que avencin més les prospeccions i se'n puguin conèixer els resultats.
El claustre ocupava el costat sud de l'església, la qual tancava el conjunt pel nord, arrambant-se a la muntanya. Més al sud del claustre hi havia les dependències monacals.

## L'església
L'església és l'espai més conegut, sobretot perquè va ser vista fins als anys cinquanta. Amb la volta esfondrada ja, però la resta de parets eren encara dempeus, i se'n coneix bé la planta.
Era una església d'una sola nau coberta amb volta de canó semicircular, amb la nau dividida en tres trams separats per arcs torals, transsepte i capçalera amb tres absis semicirculars, en origen; el central era una mica més gros que els laterals. Així mateix, el transsepte era més baix que la nau i, per tant, la seva volta no quedava tallada per la del creuer.
Les reformes de l'època barroca substituïren l'absis central per un presbiteri molt més profund, de planta rectangular.
La porta era a la façana oest; feta amb un arc de mig punt, amb dues arquivoltes en degradació i columnetes. A la mateixa façana hi havia tres finestres, la central segurament de l'obra original, amb arquivolta. La façana acabava amb una espadanya de cinc ulls distribuïts en tres pisos.
La decoració exterior devia ser bastant rica; se n'ha perdut la majoria, però se'n conserven restes esparses, unes al Pont de Suert, reaprofitades com a elements de construcció de les cases, d'altres a llocs diversos, com la casa Junyent d'Esplugues de Llobregat. També pot ser que vinguin de Lavaix alguns dels capitells conservats al Museu Marès o al Museu Nacional d'Art de Catalunya que consten com a de procedència desconeguda.
De tot aquest conjunt, actualment se'n conserva l'angle nord-est de la nau, el pilar sud-est del creuer, l'arrencada l'arc presbiterial de l'absidiola sud i un fragment de la part baixa de la resta dels murs.